# Відьядхар Сураджпрасад Найпол
Сер Відьядхар Сураджпрасад Найпол (англ. Vidiadhar Surajprasad Naipaul, 17 серпня 1932 — 11 серпня 2018) — тринідадський та британський письменник, лауреат Нобелівської премії з літератури за 2001 рік.

## Біографія
Найпол народився на острові Тринідад в родині, що походила з півночі Індії. У 18 років він вирушив до Англії з наміром вивчати літературу в Оксфордському університеті. Після закінчення навчання в 1953 працював журналістом, співпрацював із Бі-Бі-Сі.

## Літературна творчість
Літературна творчість Найпола складається в основному з романів та повістей, а також документальних нарисів.
Дія перших романів відбувається на Антильських островах. Перший успіх йому приніс своєрідний цикл нарисів, «репортаж про дитинство», — «Вулиця Мігель» (1959). За цей твір він отримав премію Сомерсета Моема (1960). А потім за твір «Таємничий масажист» (1957) премію Левеліна Райса, за яким в 2001 р. був знятий фільм. Після виходу в світ «Містичного масажиста» (The Mystic Masseur, 1957) та збірки оповідань «Міґель-стріт» (Miguel Street, 1959) Найпол здобув популярність завдяки своєму гумору й майстерності опису буденного життя. «Будинок для містера Бісваса» (A House for Mr. Biswas, 1961), бібліографічний роман, оснований на житті його батька, далі збільшив його популярність, цей твір вважають найбільшим досягненням письменника. В «Середньому проході» (The Middle Passage: Impressions of Five Societies — British, French and Dutch in the West Indies and South America, 1962) він поділився своїми спостереженнями щодо постколоніальних британських, французьких та нідерландських громад у Карибському басейні та змін, пов'язаних із швидкою американізацією.
Узагалі тему творчості В. Найпола можна визначити як дослідження проблем постколоніального суспільства, аналіз проблем людини «зайвого класу». Найяскравіше це проілюстровано в романі «Напівжиття»(2001) та сатиричній повісті «Прапор над островом» (1967). У повісті автора турбує запитання: після зміни прапора та статусу держави чи зміняться самі люди, їхній світогляд? До чого все це призведе?
Найбільш «інтелектуальним», за оцінкою критиків, є твір «Звивини ріки» (1979).
Свої враження про мандрівку в Індію, її культуру та політику автор висвітлив у книгах «Індія: мільйони повстань» (India: A Million Mutinies Now, 1990), «Індія ― поранена цивілізація» (1977).
Критиці мусульманського проникнення в неарабські країни, такі як Індонезія, Іран, Малайзія та Пакистан, присвячені книги «Між віруючими» (Among the Believers, 1981) та «За межами віри» (Beyond Belief, 1998). Саме через критику мусульманської політики присудження  Нобелівської премії В. Найполу після подій 11 вересня 2001 р. в США багато хто сприйняв як політизовану акцію. За ці твори та підтримку антимусульманських заворушень індійський уряд засудив Найпола, назвавши його «попутником фашизму, який ганьбить Нобелівську премію». Однак обґрунтування Шведської академії звучить так: «За поєднання проникливої оповіді та дослідження у творах, що змушують нас замислитися про речі, які зазвичай не обговорюють».